# Гробелькі (Холмський повіт)
Гробелькі (пол. Grobelki) — село в Польщі, у гміні Білопілля Холмського повіту Люблінського воєводства.
Населення — 49 осіб (2011).
У 1975—1998 роках село належало до Холмського воєводства.

## Демографія
Демографічна структура станом на 31 березня 2011 року:
|          | Загалом | Допрацездатний вік | Працездатний вік | Постпрацездатний вік |
| -------- | ------- | ------------------ | ---------------- | -------------------- |
| Чоловіки | 24      | 3                  | 18               | 3                    |
| Жінки    | 25      | 3                  | 16               | 6                    |
| Разом    | 49      | 6                  | 34               | 9                    |